# Triệu Thuận
Triệu Thuận là một xã thuộc huyện Triệu Phong, tỉnh Quảng Trị, Việt Nam.
Xã Triệu Thuận có diện tích 6,9 km², dân số năm 1999 là 5.583 người, mật độ dân số đạt 809 người/km².

## Hành chính
Xã Triệu Thuận được chia thành 4 thôn: Dương Đại Thuận, Dương Lệ Đông, Dương Văn Lộc, Võ Phúc An.